# Antipercnia
Antipercnia là một chi bướm đêm thuộc họ Geometridae.